# Lesió cerebral
La lesió cerebral o el dany cerebral és la destrucció o degeneració de cèl·lules cerebrals. Les lesions cerebrals poden donar-se a causa de diversos factors interns i externs. El tipus de lesió més comú amb el qual es pateix un nombre més gran de lesions és el traumatisme cranioencefàlic (TCE) seguit d'un trauma físic o traumatisme cranial generat per un agent extern. El terme dany cerebral adquirit (DCA) és ben utilitzat en aquest àmbit per diferenciar les lesions cerebrals que es donen després del part, d'aquelles relacionades amb alguna malaltia genètica o alguna malaltia congènita.
En general, quan parlem de dany cerebral ens referim a una afectació pronunciada produïda per un traumatisme, mentre que quan parlem de neurotoxicitat ens referim normalment a una afectació neuronal induïda químicament.

## Signes i símptomes
Les lesions cerebrals solen donar lloc a deficiències o discapacitats que poden variar molt en intensitat. En cas de lesions cerebrals greus, la probabilitat de patir una discapacitat en certes àrees és més gran, això inclou deficiències neurocognitives, deliris (per ser específics, deliris monotemàtics), trastorns de la parla i del moviment, i retard mental. També poden donar-se trastorns de personalitat. Els casos més greus acaben en coma (medicina) o fins i tot en estat vegetatiu persistent. Fins i tot un incident lleu pot tenir associades conseqüències de llarga durada o pot causar símptomes que es manifesten anys més tard.
La lesió cerebral, ja sigui causada per un ictus, per consum excessiu d'alcohol, per un traumatisme cranioencefàlic o per una insuficiència de vitamina B, de vegades pot donar lloc a psicosis de Korsakoff, segons el qual el pacient es veu sumit en fabulacions. Les fabulacions causen incapacitat per separar els records de somnis diürns dels records reals, omplint aquestes llacunes en la memòria amb fantasies. Igual que a la resta de lesions cerebrals, la psicosi de Korsakoff és freqüentment diagnosticada erròniament com una esquizofrènia, en aquest cas.

## Causes
Les lesions cerebrals poden donar-se a causa de diferents malalties i lesions. Entre les possibles causes del dany cerebral generalitzat s'inclouen la hipòxia durant el part, la hipòxia prolongada (falta d'oxigen), intoxicació per teratògens (entre ells, alcohol), infecció i les malalties neurològiques. La quimioteràpia pot ocasionar dany cerebral en les cèl·lules mare neurals i en les cèl·lules de l'oligodendroglia que produeixen mielina. Les causes comunes d'una lesió cerebral focal i difusa, i dany cerebral focal o localitzat solen anar lligades a un trauma físic, un traumatisme cranioencefàlic, un ictus, un aneurisma, una cirurgia o una malaltia neurològica, així com poden donar-se per una intoxicació de metalls pesants com el mercuri o els seus compostos del plom.

## Tractament
En l'assistència sanitària i en la rehabilitació de pacients que pateixen alguna deficiència després de patir una lesió cerebral participen diversos professionals. Neuròlegs, neurocirurgians i rehabilitadors metges especialitzats en el tractament d'una lesió cerebral. Els neuropsicòlegs (sobretot els neuropsicòlegs clínics) són psicòlegs especialitzats a comprendre els efectes d'una lesió cerebral i valorar el grau de gravetat dels pacients. A més, s'estableixen tècniques de rehabilitació.
Els ergoterapeutes participen en l'execució de programes de rehabilitació que ajuden a recuperar la funció perduda i a tornar a aprendre habilitats bàsiques. Les infermeres, com les que treballen en la unitat de cures intensives, ajuden en el tractament de lesions cerebrals greus administrant medicaments als pacients i portant un control neurològic, en què utilitzen l'escala de coma de Glasgow, útil també en altres àrees de la salut per quantificar el grau d'orientació.
Els fisioterapeutes també tenen un paper important en la rehabilitació després de patir una lesió cerebral. En el cas d'un traumatisme cranioencefàlic, el tractament fisioterapèutic després de la fase aguda de la lesió pot incloure: estimulació sensorial, enguixat i encanyat, fitness i exercici aeròbic, i entrenament funcional. L'estimulació sensorial ajuda a recuperar la percepció sensorial a través de l'ús de diferents modalitats. No està demostrat que aquesta modalitat sigui eficaç. L'enguixat i l'encanyat s'utilitzen normalment per reduir contractures de teixit tou i el to muscular. Els resultats de les investigacions donen a conèixer que l'enguixat es pot utilitzar per augmentar l'amplitud de moviment passiu i reduir espasticitat.També informen que el fitness i l'entrenament aeròbic augmenten l'estat físic cardiovascular; encara que aquestes millores no es traslladen en l'àmbit funcional. L'entrenament funcional també pot utilitzar-se amb pacients amb traumatisme cranioencefàlic. Fins a la data, cap estudi dona suport a l'eficàcia d'exercicis com seure i aixecar-se d'una cadira, exercicis d'estimulació del braç i els entrenaments amb suport de pes corporal. En general, els estudis suggereixen que els pacients amb traumatisme cranioencefàlic que segueixin un programa de rehabilitació més dur d'observar millors beneficis en les habilitats funcionals. Així i tot, cal seguir investigant per entendre millor l'eficàcia dels tractaments aquí esmentats.
Altres tractaments inclouen medicació, psicoteràpia, rehabilitació neuropsicològica, snoezelen, cirurgia o implants com els utilitzats en l'estimulació cerebral profunda.
En el cas de dany cerebral causat per un traumatisme cranioencefàlic, poden utilitzar-dexametasona i/o manitol.